# Marshall Jefferson

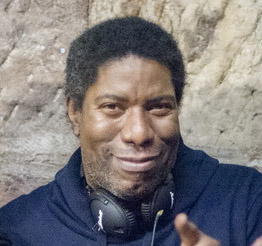
Marshall Jefferson (2020)

Marshall Julius Jefferson (* 19. September 1959 in Chicago, Illinois) ist ein DJ und Musiker der House-Szene in Chicago.

## Leben und Wirken
Jefferson schuf mit seinem Track Move Your Body bereits im Jahre 1986 eine der House-Hymnen, die (wie eigentlich erst später üblich) Loop-artig strukturiert war und die typischen Piano-Akkorde und die Percussion-Klänge des TR-707-Drumcomputers aufwies, die im nächsten Jahrzehnt charakteristisch für den House-Sound werden sollten.
Weitere bekannte Tracks waren das düster-ekstatische I've Lost Control, Time Marches on und Free Yourself (teilweise unter Pseudonymen oder als Kollaborationen mit anderen Musikern). Unter dem Pseudonym Virgo produzierte er Instrumentaltracks, die den Klang von Techno vorwegnahmen.
Er wird auch als einer der Väter des Acid House angesehen, da er in manchen Tracks die psychedelischen Klänge der Roland TB-303 einsetzte, die für diese Spielart des House-Genres charakteristisch wurden.

## Diskografie

### Singles
| Jahr | Titel Album                               | Höchstplatzierung, Gesamtwochen, AuszeichnungChartplatzierungen (Jahr, Titel, Album, Platzierungen, Wochen, Auszeichnungen, Anmerkungen) | Höchstplatzierung, Gesamtwochen, AuszeichnungChartplatzierungen (Jahr, Titel, Album, Platzierungen, Wochen, Auszeichnungen, Anmerkungen) | Anmerkungen                |
| Jahr | Titel Album                               | UK | Dance | Anmerkungen                |
| ---- | ----------------------------------------- | --- | --- | -------------------------- |
| 1986 | Move Your Body – The House Music Anthem – | UK100 Silber · (1 Wo.)UK | Dance34 (12 Wo.)Dance | Erstveröffentlichung: 1986 |